# Masdevallia velox
Masdevallia velox är en orkidéart som beskrevs av Willibald Königer. Masdevallia velox ingår i släktet Masdevallia och familjen orkidéer.
Artens utbredningsområde är Ecuador. Inga underarter finns listade i Catalogue of Life.